# Fractale
Fractale (フラクタル, Furakutaru) é uma série japonesa criada por Hiroki Azuma. Um mangá sobre a série começou a ser publicada em 30 de setembro de 2010 pela editora Square Enix, na revista Gangan online. A série também possuirá uma light novel, que está prevista para a ser publicada em Fevereiro de 2011 pela editora Media Factory na revista Da vinci. Uma adaptação em anime foi anunciada pela revista japonesa Newtype em agosto de 2010. A adaptação da série em anime está sendo produzida pelo estúdio A-1 Pictures em parceria com o estúdio ordet e dirigido por Yutaka Yamamoto. O anime começou a ser exibido no Japão em 14 de janeiro de 2011 no bloco Noitamina da Fuji TV e terminou em 31 de março de 2011 com 11 episódios. Como pode-se ver na abertura do anime, a série é inspirada no conceito geométrico de fractal (em francês "fractale") criado pelo matemático francês Benoît Mandelbrot.

## Sinopse
A história se passa em uma ilha, onde existe o "Sistema Fractale" que possibilita que as pessoas recebam uma renda básica e igualitária sem a necessidade de trabalhar, mas esse sistema começou a entrar em colapso. Um dia o personagem principal Clain, conhece uma garota chamada Phryne que estava fugindo de algumas pessoas. Mas após um tempo ela desaparece, deixando apenas um broche. Quando ele é capaz de ativar o broche (que se transforma em uma "doppel" chamado Nessa). Clain então parte em uma viagem com Nessa  para procurar por Phryne e acaba descobrindo o segredo do Sistema Fractale.

## Personagens

### Personagens principais
Clain (クレイン, Kurein)
Dublado por: Yū Kobayashi
Idade: 14 anos
Clain é o personagem principal. Ele tem "doppels" (derivada da palavra doppelgänger) como pais, que são seres como robôs que podem agir como se fossem seus pais, ou outros seres como seu cachorro Jacky que também é um "doppel". Ele se interessa principalmente por itens criados antes do sistema fractale ser estabelecido. Como muitas pessoas usam doppels, ele acha o lugar um pouco chato, por não haver muitos seres humanos. Ganhou um broche de Phryne, que ao descobrir que se tratava de dados de uma tecnologia antiga, tenta acessá-lo, e acaba saindo uma garota chamada Nessa.
Phryne (フリュネ, Furyune)
Dublada por: Minami Tsuda
Idade: 16 anos
Phryne é a filha de um sacerdote. Clain a conheceu quando ela estava sendo perseguida por algumas pessoas e após escutar um trecho da música "estrela do dia", pulou de um pequeno avião em direção a um penhasco. E acabou ferida, mas foi ajudada por Clain. Tem um comportamento um pouco agitado, como quando ela queria ver Clain sorrir, após ver um video de quando ele era criança, dizendo que ele não sorria mais como antes. Ela canta um trecho da música "estrela do dia" que ela escutou para Clain e desejou a estrela do dia que: "O sorriso de Clain deve durar para sempre". Clain a leva a umas ruínas antigas, mas após um tempo, ele acaba adormecendo e Phryne deixa um broche com ele e vai embora sem avisá-lo.
Nessa (ネッサ)
Dublada por: Kana Hanazawa
Idade: 10 anos
Nessa é uma menina alegre e energética que aparece de repente após Clain acessar os dados do broche de Phryne. Ela sorri muito e gosta de explorar, arrastando Clain ocasionalmente para problemas.

### Personagens secundários
Enri (エンリ)
Dublada por: Yuka Iguchi
Idade: 13 anos
Enri é a irmã do Sunda. Apesar de desajeitada, em muitos aspectos, ela apoia o seu irmão em todos os sentidos. Enri sempre acompanhada por dois ajudantes, Takamy (タカミー Takami?) e Butcher (ブッチャー Bucchā?), sendo este último morto em batalha. Na conclusão da série, Enri se torna a líder da facção Granitz e ajuda a ensinar os que já foram dependentes da Fractle a viver vidas independentes.
Sunda (スンダ)
Dublado por: Shintaro Asanuma
Idade: 20 anos
O líder da facção Granitz da Lost Millennium. Ele é áspero e rude com Clain no início, mas com o tempo, começa a confiar e tratar ele como um amigo. Durante o confronto final, ele  ajuda o Clain a entrar no templo e procurar a Phyrne. Onde após uma série de eventos ele se sacrifica para permitir que o Clain escape com a Phyrne e a Nessa.

## Mídia

### Anime
Na edição de agosto de 2010 da revista Newtype uma adaptação da série em anime foi anunciada. A série foi produzida pelo estúdio A-1 Pictures em parceria com o estúdio Ordet e começou a ser transmitida no Japão em 14 de janeiro de 2011 no bloco Noitamina da Fuji TV e terminou em 31 de março de 2011 com 11 episódios ao todo. O anime começou a ser exibido também na Kansai TV e Tokai TV em datas posteriores. O anime foi dirigido por Yutaka Yamamoto, a história foi desenvolvida por Hiroki Azuma, e o roteiro foi escrito por Mari Okada. O diretor de animação é Masako Tashiro e o design original dos personagens foi feito pelo ilustrador Hidari. A música foi produzida por Sohei Shikano e o diretor de som é Yota Tsuruoka. O primeiro volume da série de anime será lançado em 22 de abril de 2011, em edição regular (DVD) e duas edições limitadas (uma será apenas o Blu-ray e a outra será um Blu-ray acompanhado com um "Nendoroid Petit" da personagem Nessa).

#### Episódios
| #  | Título Original em Rōmaji \| Japonês  | Título em Português (Tradução) | Data de Exibição (Japão) |
| -- | ------------------------------------- | ------------------------------ | ------------------------ |
| 01 | "Deai" (出会い)                       | Encontro                       | 14 de janeiro de 2011    |
| 02 | "Nessa" (ネッサ)                      | Nessa                          | 21 de janeiro de 2011    |
| 03 | "Guranittsu no Mura" (グラニッツの村) | Vila Granitos                  | 28 de janeiro de 2011    |
| 04 | "Shuppatsu" (出発)                    | Partida                        | 3 de fevereiro de 2011   |
| 05 | "Tabiji" (旅路)                       | Jornada                        | 17 de fevereiro de 2011  |
| 06 | "Saihate no Machi" (最果ての町)       | O Mais Distante da Cidade      | 24 de fevereiro de 2011  |
| 07 | "Kyoshoku no Machi" (虚飾の街)        | Cidade do Orgulho              | 3 de março de 2011       |
| 08 | "Chika no Himitsu" (地下の秘密)       | Segredo                        | 10 de março de 2011      |
| 09 | "Oitsumerarete" (追いつめられて)      | Encurralado                    | 17 de março de 2011      |
| 10 | "Sōin e" (僧院へ)                     | Para o Templo                  | 24 de março de 2011      |
| 11 | "Rakuen" (楽園)                       | Paraíso                        | 31 de março de 2011      |

### Mangá
Antes da exibição do anime, uma adaptação do mangá ilustrado por Mutsumi Akasaki começou a  ser produzido em 30 de setembro de 2010 pela editora Square Enix para exibição na revista Gangan Online . O primeiro volume do mangá será lançado no dia 22 de janeiro de 2011.

### Light Novel
Um Light Novel escrito por Hiroki Azuma intitulado fractale / Reloaded (フラクタル / リロー デッド) começou a ser publicado em fevereiro de 2011 pela editora Media Factory na revista "Da Vinci". Ao contrário do mangá, que é baseado na história do anime, o Light Novel possui uma história diferente no universo fractale.

### Música
O tema de abertura é "Harinezumi" (ハリネズミ, Ouriço) e o tema de encerramento é "Down By The Salley Gardens" (Pelos jardins de salgueiros) que foi um poema escrito em 1889 por William Butler Yeats. Ambas as músicas são cantadas por Hitomi Azuma. O single contendo as duas músicas foi lançado em 9 de março de 2011 pela Epic / Sony Records.

#### Músicas do anime
Tema de abertura:
- "Harinezumi" (ハリネズミ Ouriço) por Hitomi Azuma

Tema de encerramento:
- "Down By The Salley Gardens" (Pelos jardins de salgueiros) por Hitomi Azuma